# Guy Gibson
Guy Penrose Gibson (Simla, India; 12 de agosto de 1918-Steenbergen, Países Bajos; 19 de septiembre de 1944) fue un militar de la Real Fuerza Aérea Británica, piloto de bombardero pesado nocturno y comandante de ala, que se destacó por ser el líder del famoso Escuadrón 617 de Tareas Especiales y por liderar la Operación Chastise sobre la región del Ruhr (Alemania nazi) durante la Segunda Guerra Mundial.

## Biografía
Nació en la India Británica, hijo del matrimonio James Gibson, un funcionario gubernamental, y Norah Gibson. Su familia se mudó a Inglaterra cuando Guy Gibson tenía 6 años debido a su salud precaria, radicándose en Porthleven. Hizo sus estudios escolares en Kent y en Oxford.
En la época de entreguerras, Gibson se sintió atraído por la aviación e intentó ingresar a la RAF, siendo rechazado por su relativa baja estatura; volvió a intentarlo en 1936 y fue admitido finalmente para el curso de entrenamiento de piloto de bombardero nocturno.
En 1937, se calificó para oficial piloto de bombardero medio en Lincolnshire.
En 1939 se casó con Eva Moore a quien había conocido en Coventry durante una licencia.

### Segunda Guerra Mundial
Al estallar la Segunda Guerra Mundial, fue asignado como piloto de bombardero Handley Page Hampden del Escuadrón n° 83 con asignamiento en el Mar del Norte. Su escuadrón realizó una misión infructuosa en la búsqueda de la flota alemana sin localizarla. El escuadrón pasó por un periodo de inactividad hasta abril de 1940, cuando fue asignado al Frente Europeo, realizando bombardeos nocturnos de precisión sobre determinados objetivos en Alemania, por lo que se ganó una medalla de la Cruz de Vuelo Distinguido.
El 24 de agosto de 1940, su aeronave se acreditó el derribo de un Do 217 sobre la base de submarinos de Lorient en Francia.
Cuando completó 27 misiones reglamentarias y estaba por ser dado de baja, Gibson solicitó el traslado al Escuadrón n°29 equipado con bombarderos Bristol Blenheim, donde, pilotando uno de estos, el 21 de marzo derribó un bombardero Ju 88 sobre                             Skegness gracias a que contaba con un excelente operador de radar.
Gibson se destacó en 1942 como aviador nocturno derribando en un combate aislado a un as alemán, Hans Hahn, quien pilotaba un Ju 88 sobre Gratham, Inglaterra. Además acreditó el derribo de un He 111 sobre Sheerness, ganando una barra sobre su medalla de vuelos distinguidos y siendo ascendido a Jefe de escuadrilla; su operador de radar también fue galardonado.
Fue destinado al Escuadrón n° 51 como jefe de instructores de vuelo de bombarderos pesados nocturnos, cargo que no le agradaba debido a su falta de empatía personal, por lo que prontamente solicitó el mando de una escuadrilla.
Gibson era considerado en esa época un líder algo soberbio, riguroso y distante, pero que defendía a ultranza a aquellos subordinados destacados.

#### Escuadrón 617
Se le asignó el comando del Escuadrón n° 106 de bombarderos pesados equipados con Avro Manchester, realizando misiones de bombardeo nocturno sobre objetivos en Alemania. Su escuadrón fue equipado con Avro 683 Lancaster. Gibson era considerado a sus 23 años en el mando de la RAF como el piloto de bombardero nocturno más experimentado.

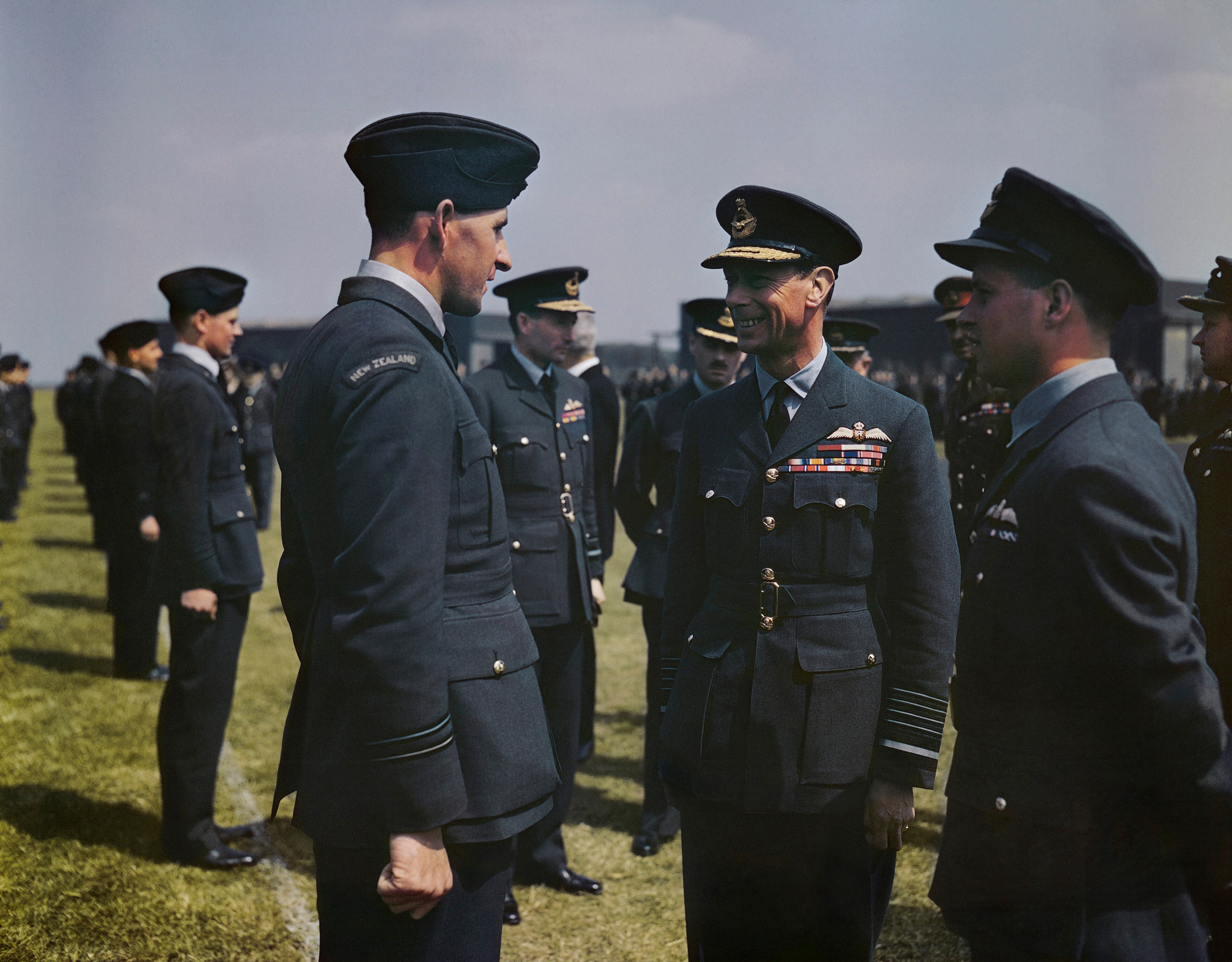
Guy Gibson con el Escuadrón 617 en el extremo derecho de la fotografía, al centro el Rey Jorge VI y en segundo plano, el Vice Marshall Ralph Cochrane.

En enero de 1943, Gibson fue solicitado por el Ministerio del Aire, al mando del Vice Marshall Ralph Cochrane, para formar el grupo especial n° 5 en Scampton, que pronto se convirtió en el Escuadrón de Tareas Especiales n° 617 o Escuadrón X, el cual tenía por objetivo bombardear las represas de la cuenca hidrográfica del río Ruhr, corazón de la industria del acero y armamento de la Alemania nazi. La operación se denominó Operación Castigo y se llevó a cabo entre el 16 y 17 de mayo de 1943, destruyendo dos de las tres represas principales, lo que frenó la producción bélica de la zona; sin embargo, los alemanes lograron revertir los efectos en menos de un año. El escuadrón perdió, no obstante, 53 de sus miembros con 9 aparatos derribados por errores de navegación. Por esta acción Gibson ganó una considerable fama y reputación, siendo galardonado personalmente por el rey Jorge VI con la máxima distinción a la que puede aspirar un militar, la Cruz de la Victoria.
Por orden del mariscal del aire Sir Arthur Harris, Gibson fue enviado a Estados Unidos para una serie de giras de conferencias, sacándolo del frente de combate. Gibson escribió en esa época un libro autobiográfico titulado Enemy Coast Ahead, donde narra sus experiencias de bombardeo nocturno.

#### Muerte
Ya de vuelta en 1944 a Inglaterra, Gibson, quien ostentaba el grado de Comandante de Ala (grupo), intentó que le enviaran a combates; el Alto Mando lo envió, con el fin de preservarlo, a Coningsby a una oficina administrativa. No contento con su asignación y mostrando una impetuosidad característica de su personalidad, Gibson solicitó al Mariscal Harris el retorno al frente de combate.
Fue asignado como jefe instructor de bombardeo nocturno en Hernswell, en el denominado Escuadrón n° 627. Este escuadrón estaba equipado con los cazas De Havilland Mosquito adaptados para el combate nocturno.

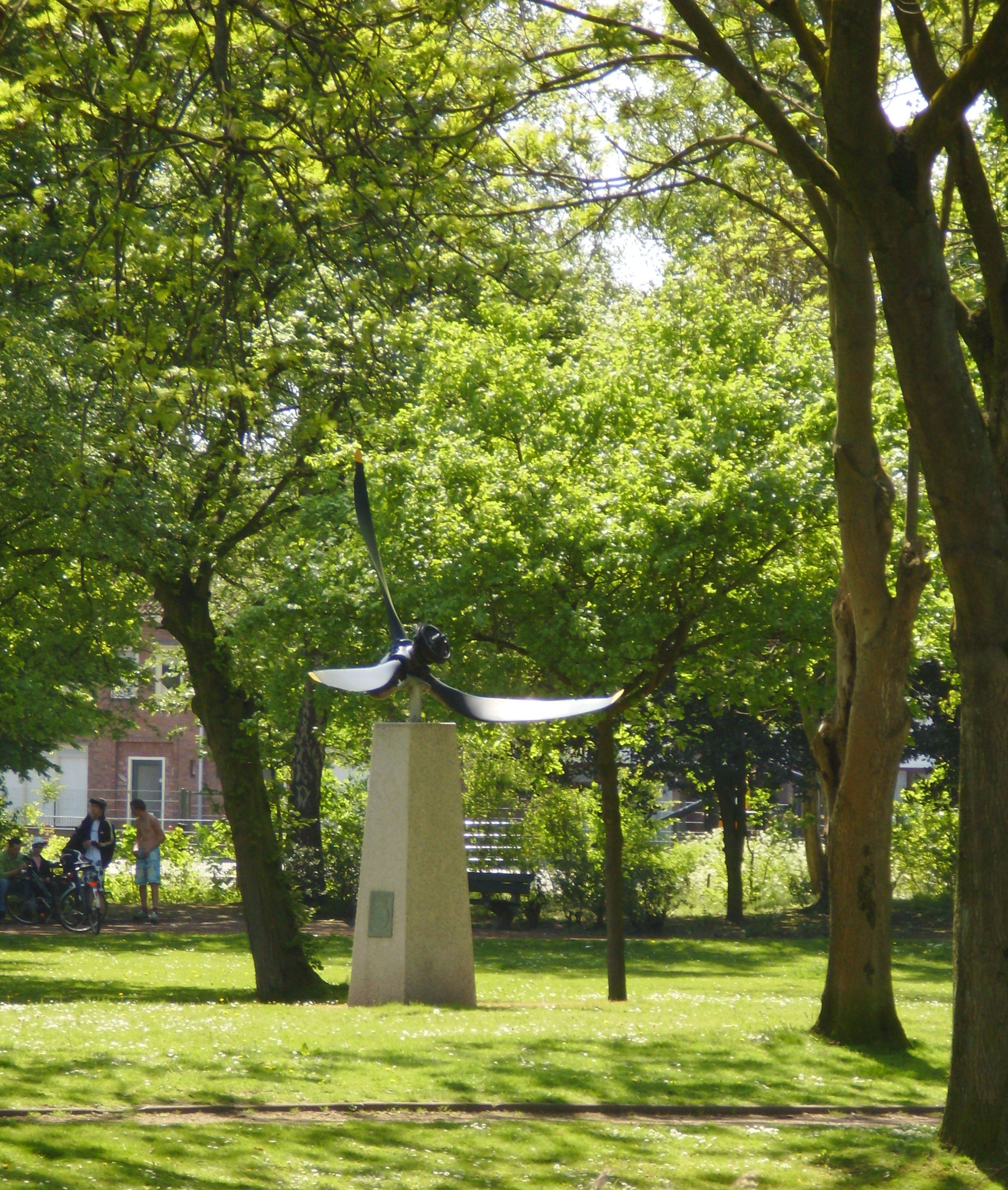
Monolito con la hélice del avión de Gibson en Steenbergen, Holanda.

El 19 de septiembre de 1944, Gibson reemplazó a un navegador en un Mosquito, el cual debía efectuar una misión en Rheydt y luego volver sobrevolando territorio holandés. Terminada la misión, el avión Mosquito pilotado por Jim Warwick, con Gibson como navegador, sobrevolaba Steenbergen, Holanda, cuando detectó en la oscuridad un bombardero Avro 683 Lancaster volando bajo y se acercó a este por su cola sin identificarse. Fue un error fatal; el artillero de cola del Lancaster, Bernard McCormack, confundió al caza Mosquito con un caza pesado alemán Ju 88 y le disparó sin parar 600 proyectiles, derribándolo sobre los bosques de Steenbergen, envuelto en llamas que disparaban bengalas de color rojo (el De Havilland Mosquito de Gibson portaba bengalas de señalamiento de blancos de color rojo); tanto Gibson como Warwick fallecieron.
Gibson, quien se consideraba orgullosamente como el mejor piloto inglés de un Avro Lancaster de bombardeo nocturno, fue derribado paradójicamente por este mismo tipo de avión que lo hiciera famoso.
McCormack no supo que había derribado a un avión británico hasta el día subsiguiente, cuando al reclamar el derribo de un Junkers 88, el oficial de inteligencia le desveló que no había ningún avión enemigo en esa área y que realmente se había derribado a un Mosquito y se había identificado a Gibson entre sus ocupantes. El Alto Mando de la RAF prefirió ocultar el hecho por un asunto de prestigio y calló la verdad, dando pie a todo tipo de especulaciones. Se afirmó que había sido derribado por fuego antiaéreo enemigo, pero el hecho no se esclareció hasta 48 años después.
McCormack no desveló su error de identificación hasta poco antes de fallecer en 1992, cuando atormentado por su culpabilidad rubricó una epístola en la que confesaba su error con un 99,9% de certeza y que fue desclasificada en 2011.